# Slupy typu Black Swan
Slupy typu Black Swan i slupy typu Modified Black Swan – dwa zbliżone konstrukcyjnie typy okrętów należących do klasy slupów z okresu II wojny światowej wykorzystywany przez Royal Navy i Royal Indian Navy. W latach 1939–1943 zwodowano osiem jednostek typu Black Swan, zaś w latach 1942–1945 – dwadzieścia dziewięć typu Modified Black Swans; budowa pięciu kolejnych została anulowana.
Slupy były wyspecjalizowanymi okrętami przeznaczonymi do eskortowania konwojów morskich, a także zwalczania okrętów podwodnych. W czasie II wojny światowej slupy obu typów łącznie zatopiły lub brały udział w zatopieniu 29 U-Bootów. HMS "Starling" pod dowództwem kapitana Frederica Johna Walkera brał udział w zatopieniu 11 niemieckich okrętów podwodnych.
Po zakończeniu wojny jednostki obu typów kontynuowały służbę w Royal Navy, a także marynarkach wojennych Egiptu, Pakistanu, Niemiec. W kwietniu 1949 HMS "Amethyst" był atakowany na rzece Jangcy przez siły Chińskiej Armii Ludowo-Wyzwoleńczej.

## Slupy typuBlack Swan
Royal Indian Navy
- HMIS „Godavari” (U 52)
- HMIS „Jumna” (U 21)
- HMIS „Narbada” (U 40)
- HMIS „Sutlej” (U 95)

Royal Navy
- HMS „Black Swan”(inne języki) (L 57 / U 57)
- HMS „Erne” (U 03)
- HMS „Flamingo” (L 18 / U 18)
- HMS „Ibis” (U 99) - zatopiony 10 listopada 1942 przez włoski samolot

## Slupy typuModified Black Swan
Royal Indian Navy
- HMIS „Cauvery” (U 10)
- HMIS „Kistna” (U 46)

Royal Navy
- HMS „Actaeon” (U 07)
- HMS „Alacrity” (U 60)
- HMS „Amethyst” (U 16)
- HMS „Chanticleer” (U 05) - uszkodzony 18 listopada 1943 przez U-515, uznany za stratę całkowitą
- HMS „Crane” (U 23)
- HMS „Cygnet” (U 38)
- HMS „Hart” (U 58)
- HMS „Hind” (U 39)
- HMS „Kite” (U 87)	- zatopiony 21 sierpnia 1944 przez U-344
- HMS „Lapwing” (U 62)	- zatopiony 20 marca 1945 przez U-968
- HMS „Lark” (U 11)	- uszkodzony 17 lutego 1945 przez U-968, uznany za stratę całkowitą
- HMS „Magpie” (U 82)
- HMS „Mermaid” (U 30)
- HMS „Modeste” (U 42)
- HMS „Nereide” (U 64)
- HMS „Opossum” (U 33)
- HMS „Peacock” (U 96)
- HMS „Pheasant” (U 49)
- HMS „Redpole” (U 69)
- HMS „Snipe” (U 20)
- HMS „Sparrow” (U 71)
- HMS „Starling” (U 66)
- HMS „Waterhen” (U 05)
- HMS „Whimbrel” (U 29)
- HMS „Wild Goose” (U 45)
- HMS „Woodcock” (U 90)
- HMS „Woodpecker”(inne języki) (U 08) - zatopiony 27 lutego 1944 przez U-256
- HMS „Nonsuch” (U 54) - budowa anulowana
- HMS „Nymphe” (U 84) - budowa anulowana
- HMS „Partridge” - budowa anulowana
- HMS „Wren” (U 28) - budowa anulowana
- HMS „Wryneck” (U 31) - budowa anulowana